# سالفاتوري كيومو
سالفاتوري كيومو (بالإيطالية: Salvatore Cuomo)‏ هو مقدم تلفزيوني وطاهي إيطالي، ولد في 14 يوليو 1972 في نابولي في إيطاليا.

## وصلات خارجية
- الموقع الرسمي